# IE7Pro
IE7Pro— плагін до Internet Explorer 7/6/8 для збільшення можливостей браузера, у тому числі для ефективної фільтрації реклами. Розробники: Даніель Фан, Кріс Лі і Джордж Ву.
Функції:
- розпізнавання жестів миші;
- функція блокування рекламних банерів і флеш-роликів;
- меню швидкого перемикання проксі-серверів із списку;
- опція коригування змінної User Agent String, що відповідає за ідентифікацію браузера вебсерверами;
- конвертор сторінок в графічні зображення форматів JPG, BMP, GIF, PNG або TIFF;
- механізм підключення користувальницьких сценаріїв для маніпулювання HTML-контентом на стороні браузера;
- функція відновлення всіх відкритих вкладок, що збереглися з попередньої робочої сесії браузера;
- опція Super Drag & Drop, що дозволяє перетягуванням об'єктів на вебсторінці виконувати прості дії: проводити швидкий пошук виділеного тексту в заданому за замовчуванням пошуковому сервісі, ефектно зберігати зображення та документи;
- кілька готових надбудов і скриптів для скачування відеороликів з Google Video, Youtube і інших онлайнових сервісів.

Активується відбувається інсталяцією розширення (733 кб) в систему. При цьому сам браузер не повинен бути запущений на комп'ютері. Після інсталяції налаштування плагіна здійснюється через меню браузера "Tools -> IE7pro Preferences".За відсутності такого пункту меню  модуль розширення має бути самостійно включений  в менеджері надбудов Internet Explorer.